# Calodia claustra
Calodia claustra är en insektsart som beskrevs av Nielson 1982. Calodia claustra ingår i släktet Calodia och familjen dvärgstritar. Inga underarter finns listade i Catalogue of Life.